# Габела Гранде (Кротоне)
Габела Гранде је насеље у Италији у округу Кротоне, региону Калабрија.
Према процени из 2011. у насељу је живело 115 становника. Насеље се налази на надморској висини од 6 м.